# Петро Канізій
Петро Канізій (лат. Petrus Canisius; прізвище від лат. canis «собака» відповідно до оригінального голландського прізвища De Hondt з тим же значенням; 8 травня 1521, Неймеген — 21 грудня 1597, Фрібур) — нідерландський релігійний діяч, член ордену єзуїтів, канонізований Католицькою церквою в 1925 році. Зарахований до числа вчителів Церкви. Дядько Генріха Канізія.

## Біографія
У 1536—1546 роках навчався в Кельнському університеті, де зблизився з членами Товариства Ісуса. У 1543 році вступив до ордену, ставши першим єзуїтом з-поміж голландців. Після закінчення університету висвячений на священника, займався богослов'ям і видавничою діяльністю, зокрема, видав праці Кирила Александрійського і Папи Льва Великого. У 1548—1549 роках викладав богослов'я в Мессіні (Сицилія), в 1549 році склав вічні монаші обіти і в тому ж році отримав ступінь доктора богослов'я.
У 1549—1552 роках був ректором Віденського університету, викладав у ньому богослов'я. Тричі відмовлявся від прийняття сану єпископа, бажаючи зосередитися на справах ордена.
У 1556—1569 роках обіймав посаду провінціала південнонімецької провінції Товариства Ісуса. У цей період він став одним з найбільш впливових членів ордену. Постійно роз'їжджав по всій Німеччині, засновував і контролював єзуїтські школи. Ставши довіреною особою багатьох з католицьких князів Південної Німеччини, енергійно протидіяв поширенню Реформації. Мав великий вплив на імператора Священної Римської імперії Фердинанда I. Брав участь у роботі Тридентського собору, після його закінчення виконував в Німеччині ряд папських місій, спрямованих на реалізацію постанов собору.
У 1580 році Канізій поїхав з Німеччини, залишивши у себе за спиною німецьку провінцію єзуїтів, яка перетворилася завдяки його діяльності в потужну контрреформаційну силу. Останні 17 років життя він провів у швейцарському Фрібурі, де заснував школу єзуїтів, що стала згодом основою Фрібурзького університету.

## Творчість
Петро Канізій — автор 30 богословських творів. Найбільшу популярність здобули три катехизис — «Сума християнського вчення», «Сума християнського вчення, розбита на питання і пристосована до сприйняття людей неосвічених» і «Малий катехизис». Катехизми Канізія ще при його житті витримали понад 200 видань. Канізій також був відомий своїми проповідями, особливо в катедральному соборі Аугсбурга, де він регулярно служив у 1559—1568 роках.

### Праці

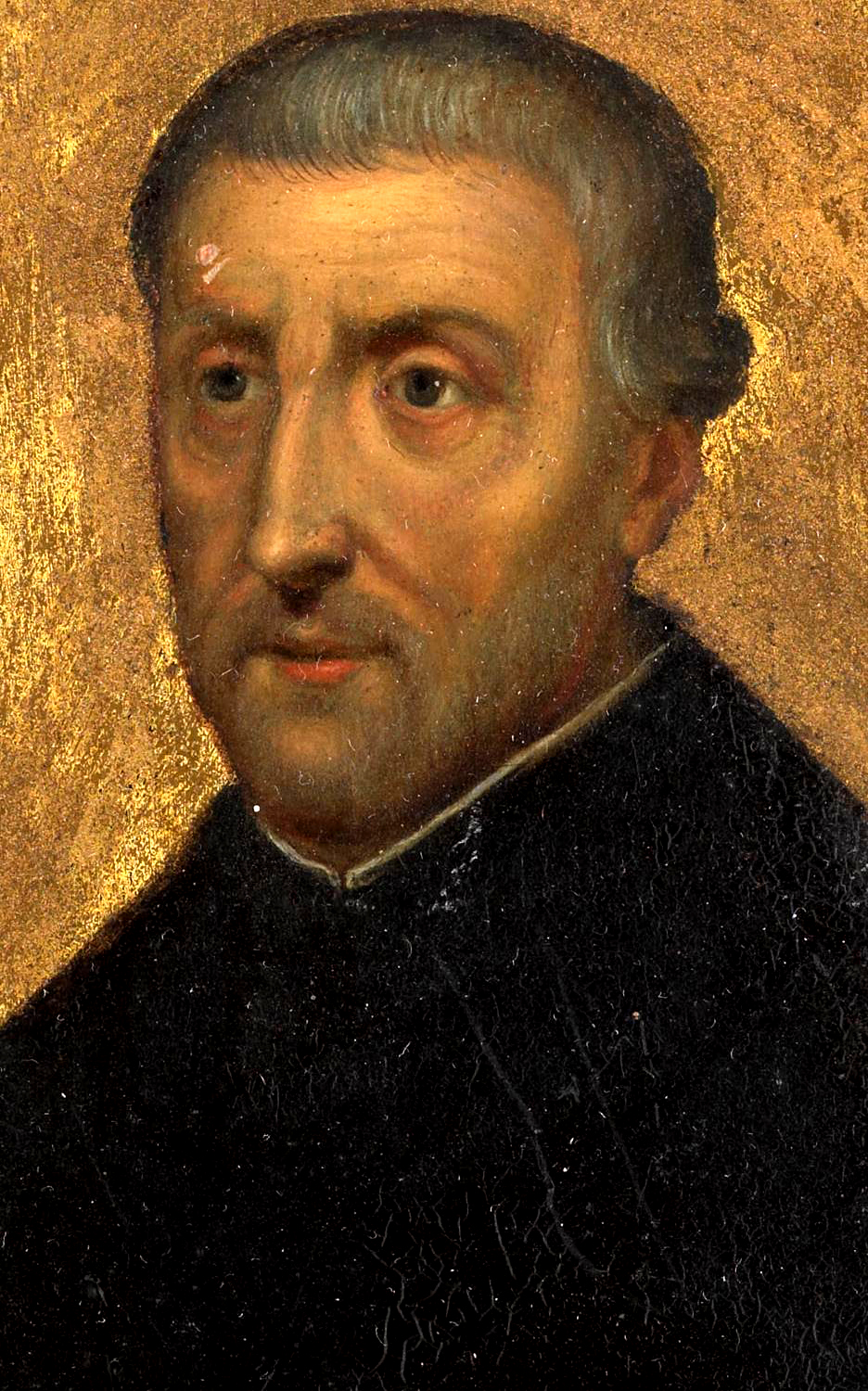
Петро Канізій, мініатюра невідомого автора (1699)

- Summa doctrinae christianae (1555)
- Catechismus minimus (1556)
- Parvus catechismus catholicorum (1558)
- De verbi Dei corruptelis (1571)
- De Maria Virgine (1577)
- Notae in evangelicas lectiones (1591—1593)
- Meditationes (1593)

та інші.

## Культ
Відразу після смерті Канізія, було розпочато процес його беатифікації, який, однак, був перерваний у зв'язку з розпуском єзуїтів в 1773—1814 роках. У 1864 році Петро Канізій був зарахований до лику блаженних, 21 травня 1925 він канонізований і зарахований до Вчителів Церкви. Папа Лев XII називав Петра Канізія другим апостолом Німеччини після Боніфатія. Пам'ять Петра Канізія в Католицькій церкві — 21 грудня, в Німеччині прийнята дата 27 квітня.